# 环己基丙酮
环己基丙酮是一种有机化合物，化学式为C9H16O。其与苯基丙酮有密切关系。

## 用途
环己基丙酮和N-甲基甲酰胺可用于制作外消旋丙己君，类似苯基丙酮合成甲基苯丙胺。
环己基丙酮还可用于生产氢普拉明。